# Klaverspanner

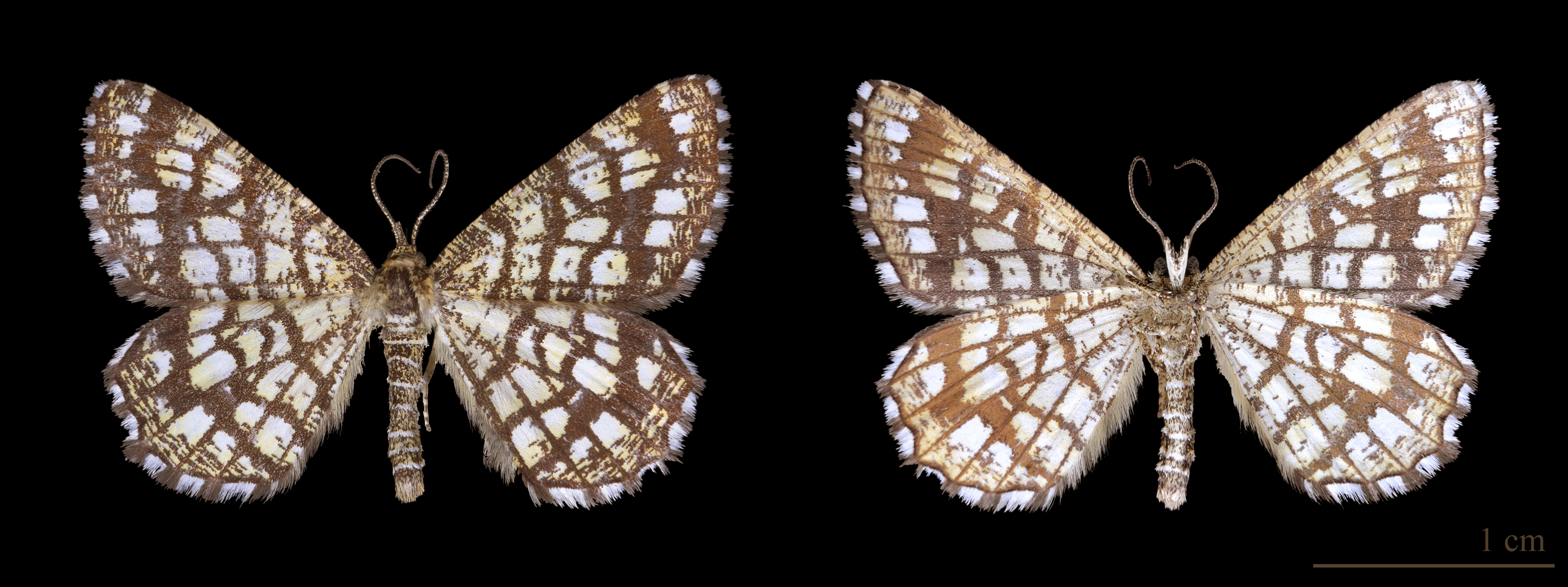
Klaverspanner - ♀

De klaverspanner (Chiasmia clathrata, synoniem: Semiothisa clathrata) is een dagactieve nachtvlinder uit de familie van de spanners. De vlinder heeft een spanwijdte tussen de 26 en 32 millimeter. Hij lijkt vrij veel op de gewone heispanner, die een minder felle tekening heeft, en de donkere aders mist.
Waardplanten van de klaverspanner zijn met name soorten uit het geslacht klaver.
De vliegtijd is van half april tot begin september.
Het verspreidingsgebied beslaat het gehele Palearctisch gebied. In Nederland en België is het een heel gewone vlinder; echter in de oostelijke helft van Nederland zijn gebieden waar hij nauwelijks wordt gezien.